# Ihor Jurčenko
Ihor Mykolajovyč Jurčenko (ukrajinsky Ігор Миколайович Юрченко; rusky Игорь Николаевич Юрченко, Igor Nikolajevič Jurčenko) (* 5. září 1960 v Ivano-Frankovsku, Ukrajinská SSR, SSSR) je bývalý sovětský a ukrajinský fotbalový záložník.

## Fotbalová kariéra
V československé lize hrál za Zbrojovku Brno, nastoupil za ni ve 24 prvoligových utkáních, neskóroval. Hrál také sovětskou (1979-1989) a ukrajinskou (1994-1997) nejvyšší soutěž. V roce 1983 vyhrál se Šachťorem Doněck Sovětský pohár a kvalifikoval se s ním do PVP 1983/84, kde si připsal 5 startů, aniž by skóroval. V Poháru UEFA 1985/86 zasáhl v dresu Černomorce Oděsa do 4 utkání, jednou skóroval (18. září 1985 otevíral skóre domácího zápasu proti Werderu Brémy). V roce 1983 obdržel titul Mistr sportu SSSR.

## Trenérská kariéra
V letech 1993-1997 působil jako hrající trenér v Prykarpattii Ivano-Frankivsk. Po skončení aktivní hráčské kariéry vedl ještě Nyvu Ternopil (1998-1999), Lukor Kaluš (2002) a ve dvou obdobích Spartak Ivano-Frankivsk (2003, 2006).

## Ligová bilance
| Ročník                                   | Zápasy | Góly | Klub                         |
| ---------------------------------------- | ------ | ---- | ---------------------------- |
| 1. sovětská fotbalová liga 1979          | 12     | 0    | SKA Rostov na Donu           |
| 1. sovětská fotbalová liga 1980          | 1      | 0    | SKA Rostov na Donu           |
| 1. sovětská fotbalová liga 1982          | 34     | 4    | Šachťor Doněck               |
| 1. sovětská fotbalová liga 1983          | 29     | 3    | Šachťor Doněck               |
| 1. sovětská fotbalová liga 1984          | 10     | 2    | Šachťor Doněck               |
| 1. sovětská fotbalová liga 1985          | 24     | 3    | Černomorec Oděsa             |
| 1. sovětská fotbalová liga 1986          | 16     | 3    | Černomorec Oděsa             |
| 1. sovětská fotbalová liga 1989          | 3      | 0    | Černomorec Oděsa             |
| 1. československá fotbalová liga 1990/91 | 14     | 0    | FC Zbrojovka Brno            |
| 1. československá fotbalová liga 1992/93 | 10     | 0    | FC Boby Brno                 |
| 1. ukrajinská fotbalová liga 1994/95     | 28     | 8    | Prykarpattia Ivano-Frankivsk |
| 1. ukrajinská fotbalová liga 1995/96     | 17     | 4    | Prykarpattia Ivano-Frankivsk |
| 1. ukrajinská fotbalová liga 1996/97     | 12     | 1    | Prykarpattia Ivano-Frankivsk |
| 1. ukrajinská fotbalová liga 1997/98     | 14     | 2    | Prykarpattia Ivano-Frankivsk |
| CELKEM 1. LIGA SSSR                      | 129    | 15   |                              |
| CELKEM 1. LIGA ČSFR                      | 24     | 0    |                              |
| CELKEM 1. LIGA UKRAJINY                  | 71     | 15   |                              |